# Чернігівське князівство
Чернігівське князівство — князівство династії Рюриковичів, а з XIV століття — Гедиміновичів, на території сучасної Чернігівщини і Сіверщини з центром у місті Чернігів. Виокремлення було пов'язано з конфліктом між синами Володимира Святославича — Ярославом, який князював у Києві, й Мстиславом Тмутороканським, котрий 1024 р. захопив Чернігів і переміг брата в битві під Лиственом.

## Загальні відомості

Печатка Олега, князя Чернігівського. 1094 р.

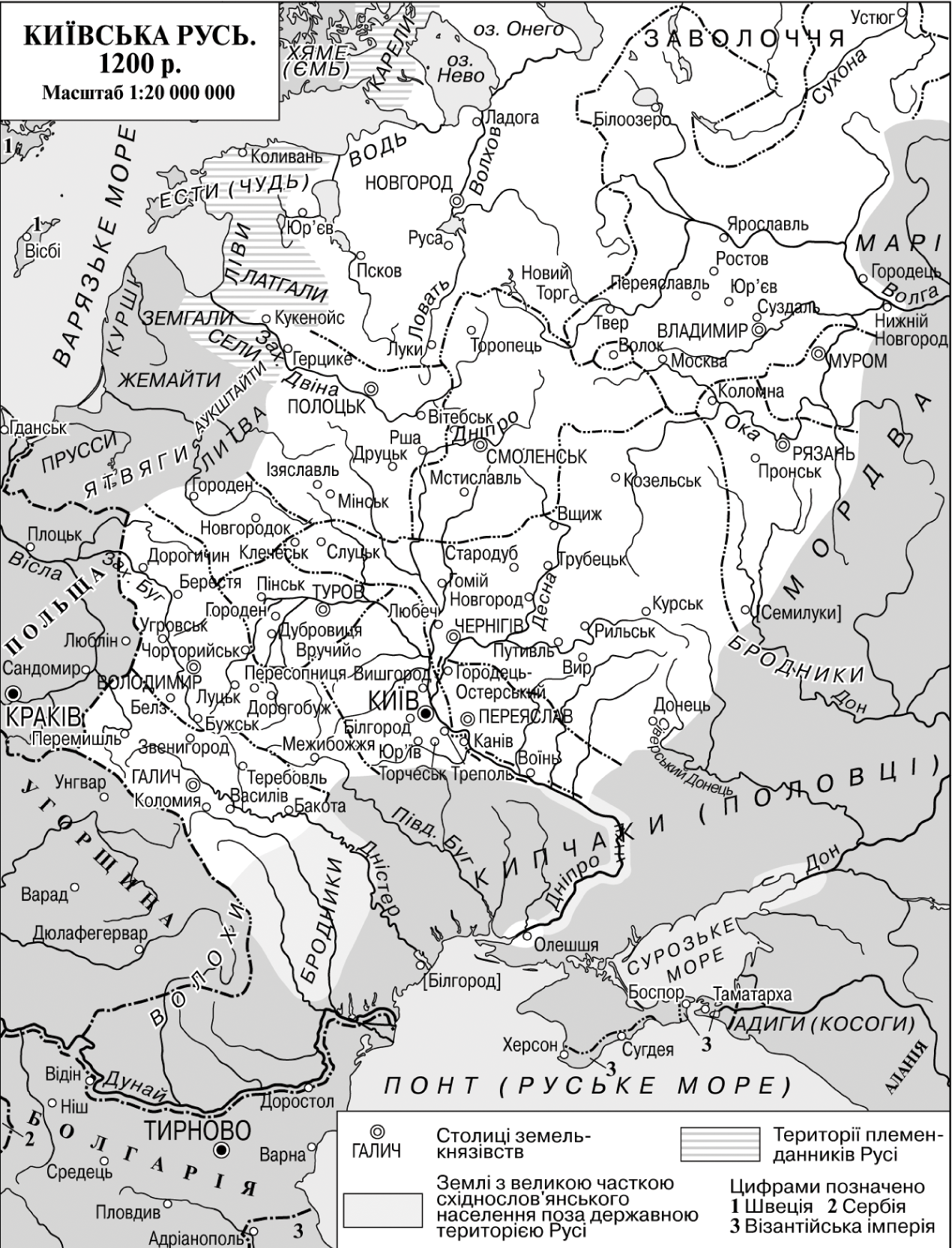
Київська Русь (1200).

Основна територія Чернігівського князівства була на лівобережжі Дніпра, в басейні річок Десни й Сейму, на землях, заселених сіверським племенем. Згодом територія князівства поширилася на землі радимичів і частково в'ятичів і дреговичів. Столицею князівства було місто Чернігів. Інші міста: Новгород-Сіверський, Стародуб, Брянськ, Путивль, Курськ, Карачев, Козельськ, Кроми, Трубчевськ, Любеч, Глухів, Чечерськ, Гомель, Біловеж, Вир, Глібль, Оргощ, Хоробор, Морівськ, Вщиж, Бохмач та інші.
Володіння й вплив Чернігівського князівства до XII століття поширювалися далеко на північний схід (Муромо-Рязанська земля) і південний схід (Тмутороканське князівство).
До XI століття в Чернігівському князівстві правила місцева племінна старшина і воєводи з Києва, що їх присилали великі князі київські для збирання данин, судівництва й оборони краю від зовнішніх ворогів, в основному кочовиків. У 1024–1036 роках Чернігівським князівством володів Мстислав Володимирович, який перейшов сюди з Тмуторокані. Після Ярослава Мудрого князівство дісталося його синові Святославові, який дав початок чернігівській гілці Рюриковичів.
Деякий час Чернігівським князівством правив Володимир Мономах, але за ухвалою Любецького з'їзду (1097) воно дісталося синам Святослава — Олегові й Данилові та їх нащадкам Ольговичам. Одночасно Чернігівське князівство поділилося на удільні князівства: Чернігівське, Новгород-Сіверське і Муромо-Рязанське. Попри це авторитет Чернігівського князівства був великий, і воно втримало титул великих князів.
Столиця Чернігів була значним економічним і культурним центром Русі. Чернігівська династія володіла деякий час в XI — XIII ст. Києвом. Це було за Великого князя Святослава II Ярославича (1073—1076), його онуків Всеволода II (1139—1146) й Ігоря II (1146—1147) Ольговичів, Ізяслава III Давидовича (1157—1161), Святослава III Всеволодовича (1176—1194 з перервами), Всеволода Святославича Чермного (1206—1212), Михайла Всеволодовича (1238—1246). При цьому вони (або їх родичі) зберігали безпосередню владу й над Чернігівським князівством.
У першій половині XII ст. головна увага зовнішньої політики чернігівських князів була скерована на південний схід, у бік Дону й Нижнього Поволжя (колишня Хозарія), Кавказу й Тмуторокані. Це визначало й стосунки з половцями, що виступали або союзниками чернігівських князів у їхній зовнішній політиці та внутрішніх усобицях, або противниками в їхній експансії на схід. Однією з останніх спроб чернігівських князів у цьому напрямку був невдалий похід Ігоря Святославича 1185 року, оспіваний у «Слові о полку Ігоревім». Це й дало можливість Візантії закріпити свій вплив на терені Тмутороканського князівства.
Коли послабли східні зв'язки Чернігівського князівства, політика чернігівських князів звернулася на північний захід у бік білоруських земель, де князівство стало сюзереном полоцьких князів; натомість не вдалося їм закріпити свої позиції в Новгороді.
У першій половині XIII століття, внаслідок подальшого дроблення на уділи та довгої боротьби чернігівських князів за Київ і Галич, що велася з перемінним успіхом, Чернігівське князівство занепало. В 1223 році у битві на Калці загинув чернігівський князь Мстислав Святославич.
18 жовтня 1239 Чернігів захопили монголи, а князь Мстислав Глібович урятувався лише втечею до Угорщини. Його наступник Михайло Всеволодович був убитий монголами під час відвідин Орди (леґенда зробила з нього мученика за віру). Чернігівське князівство, розділене на низку уділів, на довгий час потрапило у безпосередню залежність від Золотої Орди. Частина населення відійшла на північ, де постав новий центр — Брянськ. Останнім знаним чернігівським князем з лінії Ольговичів був Леонтій (бл. 1300).
У 1355–1356 роках Чернігів був звільнений від влади Золотої Орди литовсько-руськими військами під керівництвом литовського князя Ольгерда Гедиміновича, який приєднав землі Чернігівського князівства до Великого князівства Литовського і Руського. Відомо, що в Чернігові був удільним князем Роман Михайлович (імовірно, з руської династії), який загинув у Смоленську в 1401 році. Протягом перебування в складі Великого князівства Литовського і Руського землі Чернігівського князівства кілька разів змінювали господаря.
У 1496 році Великий князь Литовський Олександр Казимирович надає Чернігів «для годування» князю-московиту Семену Можайському, який попросив політичного притулку в Литві, тому що ворогував із великим князем Московським Іваном III. Але вже 1500 року цей князь, вчинивши державну зраду, разом з іншими сіверськими князями-емігрантами з Московії, переходить на державну службу до московського князя Івана III, що спровокувало чергову московсько-литовську війну. У квітні 1500 року Чернігів було окуповано московськими військами. За мирним договором 1503 р. всі сіверські міста відійшли до Московської держави.
Питання про Сіверщину залишалось одним з найгостріших моментів московсько-литовських відносин. У 1507—1508 роках відбулась ще одна московсько-литовська війна, але Литовсько-Руській державі вдалося повернути собі лише місто Любеч.
Лише в 1618 році, згідно з Деулінським перемир'ям, Чернігово-Сіверські землі повернуто Речі Посполитій, а Чернігів став центром Чернігівського воєводства.